# Mounkaïla Issa
Mounkaïla Issa (* 1955 in Mayaki Dey) ist ein nigrischer General und Politiker.

## Leben
Mounkaïla Issa absolvierte nach seinem Baccalauréat militärische Ausbildungen in Algerien und Frankreich. Er trat in die zu den Streitkräften Nigers gehörende Nationalgendarmie ein. Dort wirkte er nacheinander als Kommandant der Einheiten von Agadez, Niamey, Maradi und Zinder. Er wurde 1992 Direktor für Angelegenheiten der Gendarmerie und der Militärjustiz im Verteidigungsministerium. Er war Mitglied der nationalen Wahlkommission für das Verfassungsreferendum von 1992, die Parlamentswahlen von 1993 und die Präsidentschaftswahlen von 1993.
Issa übernahm am 8. März 1993 von Mallam Oubandawaki die Leitung der Nationalgendarmerie als deren Oberkommandant. In dieser Funktion war er für eine erste Amtspersiode bis 14. März 1996 tätig, bis er von Youssoufa Maïga abgelöst wurde. Mounkaïla Issa wirkte danach einige Zeit lang in der Zivilverwaltung. Er wurde im Januar 1998 Präfekt des Departements Diffa und im Juli 1999 Präfekt des Departements Agadez. Später kommandierte er das nigrische Gendarmerie-Kontingent bei der Stabilisierungsmission der Vereinten Nationen in Haiti (MINUSTAH). Am 24. Mai 2010 wurde er erneut Oberkommandant der Nationalgendarmerie. Sein Vorgänger war diesmal Harouna Djibo Hamani. Issa erreichte 2012 den Dienstrang eines Brigadegenerals und 2016 den Dienstrang eines Divisionsgenerals. Er gab die Leitung der Nationalgendarmerie am 12. Januar 2018 an Salifou Wakasso ab und ging bei den Streitkräften in den Ruhestand.
Als Moussa Moumouni Djermakoye, der Parteivorsitzende der Nigrischen Allianz für Demokratie und Fortschritt (ANDP-Zaman Lahiya), 2017 starb, bemühte sich Mounkaïla Issa um dessen Nachfolge, hatte damit jedoch keinen Erfolg. Er gründete daraufhin 2019 eine neue Partei mit sich als Vorsitzendem, das Nigrische Bündnis für Demokratie und Frieden (RNDP-Aneima Banizoumbou). Er trat für den RNDP-Aneima Banizoumbou bei den Präsidentschaftswahlen am 27. Dezember 2020 an und wurde mit 0,8 % der Stimmen 15. von 30 Bewerbern um das höchste Amt im Staat. Bei den Parlamentswahlen am 27. Dezember 2020 gewann der RNDP-Aneima Banizoumbou einen Sitz in der Nationalversammlung. Der nunmehrige Abgeordnete Mounkaïla Issa übernahm den Vorsitz der ständigen parlamentarischen Kommission für Verteidigung und Sicherheit.

## Ehrungen
- Großkreuz des Nationalordens Nigers
- Großkreuz des Verdienstordens Nigers[1]